# U 35 (U-Boot, 2015)
U 35 ist ein U-Boot der Deutschen Marine vom Typ 212A.

## Geschichte

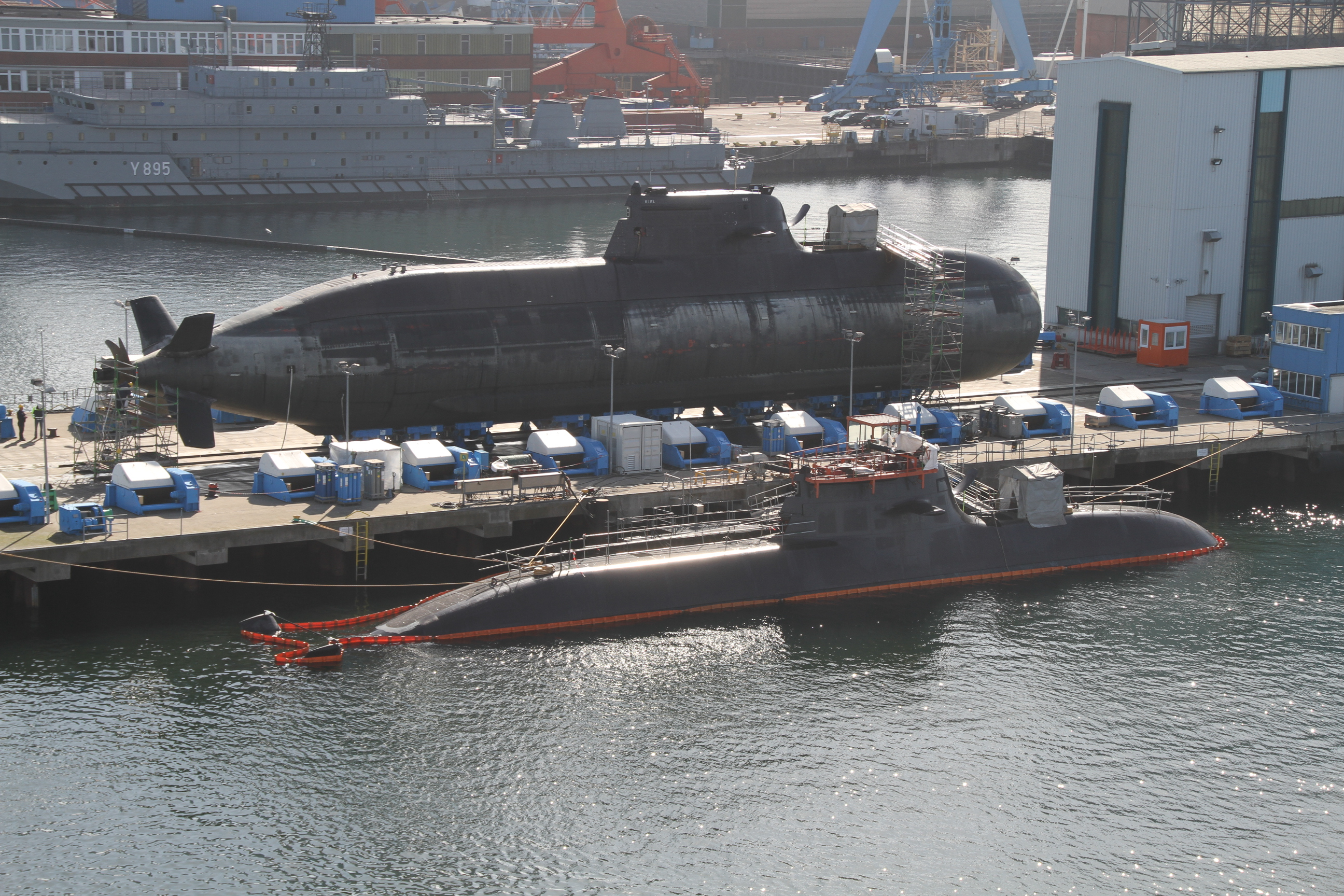
Das etwas längere U 35 mit der massigeren Turmverkleidung des zweiten Bauloses an Land neben dem Ursprungsentwurf U 33 im Wasser

Als erste Einheit des zweiten Bauloses der U-Boot-Klasse 212A, auch 212A 2. Los, wurde der Bauvertrag für U 35 am 22. September 2006 unterzeichnet und am 21. August 2007 bei HDW auf Kiel gelegt. Die Taufe war am 15. November 2011.
Am 27. März 2013 lief das Boot erstmals in Eckernförde, seinen künftigen Heimathafen, ein. Seit der Indienststellung am 23. März 2015 gehört es dem 1. Ubootgeschwader an.
Im Januar 2015 wurden massive Mängel an U 35 und am Schwester-U-Boot U 36 bekannt. Noch Anfang 2015 liefen die Wellenanlage, die Fahrbatterie, das Radar und die Funkboje „Callisto“ nicht planmäßig. Auch mit den anderen Booten der U-Boot-Klasse 212 A gab es bis Anfang 2015 ständig Probleme. Der Spiegel gibt für U 35 und U 36 einen Stückpreis von ca. 500 Millionen Euro an.

## Technische Daten
Das Boot wurde 1,2 m länger als die vorherigen Boote der Klasse 212A was an den neuen Ausrüstungsteilen im Turm liegt. Es wurde wie bei den Vorgängerbooten der amagnetische Stahl verwendet.
Verbesserungen im Vergleich zum 1. Los
- effizientere Brennstoffzellen Technologie und verbesserte Hochleistungsbatterien
- Tropikalisierung für weltweiten Einsatz
- Kommunikationssystem zur vernetzten Operationsführung
- Kommunikationssystem CALLISTO
- Sensor-, Führungs- und Waffeneinsatzsystem ISUS 90
- flächenhafte Seitenantenne
- Sehrohrtechnik SERO 400 und Optronikmast OMS 100
- Vier-Personen-Schleuse im Turm
- vorhalten von Raum- und Gewichtsreserven für die Nachrüstung eines Towed Array Sonar und eines Torpedoabwehrsystems

## Kommandanten
| Dienstgrad       | Name         |
| ---------------- | ------------ |
| Korvettenkapitän | Stefan Busch |
| Fregattenkapitän | Oliver Brux  |

## Patenschaft
Die Patenschaft für das U-Boot übernahm die rheinland-pfälzische Stadt Zweibrücken.